# Roger Verey
Roger Roland Verey (14 de marzo de 1912-6 de septiembre de 2000) fue un deportista polacos que compitió en remo.
Participó en los Juegos Olímpicos de Berlín 1936, obteniendo una medalla de bronce en la prueba de doble scull. Ganó siete medallas en el Campeonato Europeo de Remo entre los años 1932 y 1938.

## Palmarés internacional
| Juegos Olímpicos   | Juegos Olímpicos         | Juegos Olímpicos  | Juegos Olímpicos |
| Año                | Lugar                    | Medalla           | Prueba           |
| ------------------ | ------------------------ | ----------------- | ---------------- |
| 1936               | Berlín (Alemania)        | Medalla de bronce | Doble scull      |
| Campeonato Europeo |                          |                   |                  |
| Año                | Lugar                    | Medalla           | Prueba           |
| 1932               | Belgrado (Yugoslavia)    | Medalla de bronce | Doble scull      |
| 1933               | Budapest (Hungría)       | Medalla de oro    | Scull individual |
| 1934               | Lucerna (Suiza)          | Medalla de plata  | Scull individual |
| 1935               | Berlín (Alemania)        | Medalla de oro    | Scull individual |
| 1935               | Berlín (Alemania)        | Medalla de oro    | Doble scull      |
| 1937               | Ámsterdam (Países Bajos) | Medalla de bronce | Scull individual |
| 1938               | Milán (Italia)           | Medalla de plata  | Scull individual |